# جيمس وينتورث داي
جيمس وينتورث داي (بالإنجليزية: James Wentworth Day)‏ هو صحفي أمريكي، ولد في 21 أبريل 1899، وتوفي في 5 يناير 1983.